# Aisin Gioro

Mandschurischer Schriftzug „aisin gioro“.

Aisin Gioro (mandschurisch ᠠᡳᠰᡳᠨ
ᡤᡳᠣᡵᠣ, Aussprache [ai.ɕin.kiɔ.rɔ]; chinesisch 愛新覺羅, Pinyin Àixīnjuéluó) ist der Familienname der Herrscher der Späteren Jin-Dynastie und danach der kaiserlichen Sippe der Mandschu-Kaiser der Qing-Dynastie. Das Haus der Aisin Gioro herrschte in China von 1644 bis zur Xinhai-Revolution von 1911/12. Aisin hat im Mandschurischen die Bedeutung Gold und „gioro“ bezeichnet den Stammsitz (chin. 籍貫 – jíguàn, 祖籍 – zǔjí, 老家 – lǎojiā) im heutigen Yilan in Heilongjiang. Nach der Sitte der Mandschu werden Familien nach ihrem hala (哈拉) benannt und durch den mukūn (穆昆) genauer bezeichnet. Der hala ist dabei der übergeordnete Familien-/Clan-Name und der mukūn eine stärker unterteilte Klassifizierung, die sich meist auf einzelne Kleinfamilien bezieht. Im vorliegenden Fall ist aisin der „mukūn“ und gioro der „hala“. Weitere Gruppen des Gioro-Clans sind Irgen Gioro, Susu Gioro (舒舒覺羅) und Sirin Gioro (西林覺羅).
Schon die Jin der Jurchen war als aisin gurun bekannt und die Qing-Dynastie hieß ursprünglich amaga aisin gurun () beziehungsweise „Spätere Jin-Dynastie“. Nach dem Sturz der Qing-Dynastie 1911 haben Mitglieder der Familie ihren Namen abgeändert in Jin (金), aufgrund der Gleichbedeutung mit „Aisin“. Puyis jüngerer Bruder zum Beispiel änderte seinen Namen von Aisin Gioro Puren (愛新覺羅溥任) in Jin Youzhi (金友之) und seine Kinder übernahmen Jin als Familiennamen.

## Generationen-Namen der Familie
Vor Gründung der Qing-Dynastie war die Namensgebung der Kinder der Aisin Gioro keinen festen Regeln unterworfen. Die Mandschu benutzten keine Generationennamen, bevor sie in das Gebiet von China einwanderten, und vor der Herrschaft von Shunzhi erhielten Kinder aus dem Kaiserhaus nur Mandschu-Namen, wie zum Beispiel Dorgon.
Nach der Eroberung von China übernahmen die Mandschu han-chinesische Gebräuche. Erst zur Herrschaftszeit von Kaiser Kangxi erhielten alle Söhne des Kaisers einen Generationennamen. Ursprünglich wurden die drei Silben Cheng (承), Bao (保) und Chang (長) benutzt, bevor ein Jahrzehnt lang Yin (胤) benutzt wurde. Die Generationen-Vorsilben der Söhne von Yongzheng waren Fu (福) und Hong (弘). Qianlong befahl, dass alle zukünftigen männlichen Nachkommen einen Generationennamen erhalten sollten, der aus einem „Generationen-Gedicht“ entnommen sein sollte. Er selbst schuf die erste Zeile dieses Gedichtes: Yong Mian Yi Zai (永綿奕載). Darüber hinaus wurden die Namen von direkten Nachkommen oft so gewählt, dass im letzten Silbenzeichen ein gemeinsames Radikal auftauchte. Ein gemeinsames Radikal erschien auch im zweiten Silbenzeichen von Prinzen, die in der Thronfolge standen. Einmal veränderte auch Yongzheng den Generationennamen seines Bruders, um seinen eigenen Namen einzigartig zu erhalten. Ab der Zeit von Kaiser Daoguang kamen solche Eingriffe aber nicht mehr vor.

### Generations-Silben
Puyi verfasste 1938 ein neues „Generationen-Gedicht“, dem die zwölf Zeichen entnommen sind, die noch keinen Personen zugeordnet sind.
| Reihenfolge       | Generationenvorsilbe           | Radikal-Code    | Beispiele                                        |
| ----------------- | ------------------------------ | --------------- | ------------------------------------------------ |
| Yongzheng         | Yin (胤; yìn), Yun (允; yǔn)   | Shi (示; shì)   | Yinzhen, Yunreng, Yunsi, Yinxiang, Yunti         |
| Qianlong          | Hong (弘; hóng)                | Ri (日; rì)     | Hongli, Hongzhou                                 |
| Jiaqing           | Yong (永/顒; yǒng)             | Yu (玉; yù)     | Yongyan, Yongqi                                  |
| Daoguang          | Mian (綿; mián), Min (旻; mǐn) | Xin (心; xīn)   | Minning, Mianyu                                  |
| Xianfeng          | Yi (奕; yì)                    | Yan (言; yán)   | Yizhu, Yicong, Yixin, Yixuan, Yikuang            |
| Tongzhi / Guangxu | Zai (載; zài)                  | Shui (水; shuǐ) | Zaichun, Zaitian, Zaifeng, Zaitao, Zaiyi, Zaixun |
| Xuantong          | Pu (溥; pǔ)                    | Ren (人; rén)   | Puyi, Pujie, Puren, Puru                         |
| N/A               | Yu (毓; yù)                    | Shan (山; shān) | Yuzhan, Yuyan                                    |
| N/A               | Heng (恆; héng)                | Jin (金; jīn)   | Hengxu                                           |
| N/A               | Qi (啟; qǐ)                    |                 | Qicong, Qigong                                   |
| N/A               | Dao (焘; dào)                  |                 |                                                  |
| N/A               | Kai (闓; kǎi)                  |                 |                                                  |
| N/A               | Zeng (增; zēng)                |                 |                                                  |
| N/A               | Qi (祺; qí)                    |                 |                                                  |
| N/A               | Jing (敬; jìng)                |                 |                                                  |
| N/A               | Zhi (志; zhì)                  |                 |                                                  |
| N/A               | Kai (開; kāi)                  |                 |                                                  |
| N/A               | Rui (瑞; ruì)                  |                 |                                                  |
| N/A               | Xi (錫; xī)                    |                 |                                                  |
| N/A               | Ying (英; yīng)                |                 |                                                  |
| N/A               | Yuan (源; yuán)                |                 |                                                  |
| N/A               | Sheng (盛; shèng)              |                 |                                                  |
| N/A               | Zheng (正; zhèng)              |                 |                                                  |
| N/A               | Zhao (兆; zhào)                |                 |                                                  |
| N/A               | Mao (懋; mào)                  |                 |                                                  |
| N/A               | Xiang (祥; xiáng)              |                 |                                                  |

## Herkunft
Auch wenn sich der Aisin-Gioro-Clan selbst gerne auf die Jurchen (Jin-Dynastie (1125–1234)) zurückführt, ist er mit der Dynastie der Wanyan nicht verwandt. Der Khan Huang Taiji verlautete noch ausdrücklich: „Wir sind keine Nachfahren der früheren Jin-Kaiser.“
Der Clan beanspruchte auch, dass Bukūri Yongšon (布庫里雍順) einer jungfräulichen Geburt entstammte. Die Legende erzählt, dass drei himmlische Mädchen, Enggulen (恩古倫), Jenggulen (正古倫) und Fekulen (佛庫倫), im See Bulhūri Omo am Changbai-Gebirge badeten. Eine Elster ließ neben Fekulen ein Stück einer roten Frucht fallen und diese aß es. Dadurch sei das Mädchen schwanger geworden und habe Bukūri Yongšon geboren.
Zu ihren berühmten Vorfahren zählen die Aisin Gioro auch Mentemu vom Odoli-Clan, der als Häuptling der Jianzhou-Jurchen fungierte.

## Expansion unter Nurhaci und Huang Taiji
Unter Nurhaci und seinem Sohn Huang Taiji erlangte der Aisin-Gioro-Clan die Vorherrschaft unter den rivalisierenden Jurchen-Stämmen des Nordostens und breitete sich durch Eroberungsfeldzüge und Allianzen bis in die Innere Mongolei hinein aus. Nurhaci schuf große Einheiten die dauerhaft sowohl zivile, als auch militärische Funktionen übernahmen, die so genannten „Banner“. Er ersetzte dadurch die kleinen Jagd-Teams, die in früheren militärischen Kampagnen eingesetzt wurden. Ein Banner bestand aus kleineren Einheiten; es umfasste etwa 7.500 Krieger (mit ihren Haushalten, also auch den Sklaven), die unter dem Kommando eines Häuptlings standen. Jedes Banner war gekennzeichnet durch eine farbige Flagge in Gelb, Weiß, Blau, Rot, jeweils mit oder ohne Bordüre bzw. Fransen. Ursprünglich waren es vier, später acht Banner. Neue Banner entstanden, wenn die Mandschu neue Gebiete eroberten und letztendlich gab es jeweils acht Banner für Mandschu, Mongolen und Chinesen. 1648 war nicht einmal mehr ein Sechstel der Bannermänner Mandschus. Die Unterwerfung der Ming-Dynastie war dementsprechend eine multi-ethnische Umwälzung, die von den Adligen der Mandschu genauso unterstützt wurde wie von den han-chinesischen Generälen. Die Han-Chinesen wurden gewöhnlich im Banner der Grünen Standarte organisiert. Dieses Banner entwickelte sich zu einer Art kaiserlicher Paramilitärs, die in ganz China und an den Grenzen besondere Aufgaben übernahmen.

## Heiratspolitik und Allianzen
Die Qing-Kaiser arrangierten Ehen zwischen Aisin-Gioro-Damen und Fremden, um politische Ehe-Allianzen zu schließen. Während der Eroberung motivierten die Mandschu-Herrscher chinesische Offiziere zu Verrat und Fahnenwechsel, indem sie ihnen ihre Töchter versprachen und auch andernorts wurden Prinzessinnen mit Mongolenprinzen verheiratet.
Ein erster Erfolg war die Bestechung von General Li Yongfang (李永芳). Er heiratete später eine Tochter von Abatai, eines Sohnes von Nurhaci. Das löste eine Welle von Überläufern aus. Mehr als 1.000 Ehen zwischen Han-Chinesen und Mandschu-Frauen wurden 1632, aufgrund eines Angebots von Yoto (岳托), eines Neffen des Kaisers Huang Taiji, geschlossen. Huang Taiji war überzeugt, dass Mischehen ethnische Konflikte in den eroberten Gebieten verhindern konnten und dass dadurch die Han ihre Wurzeln schneller vergessen würden.
Weitere berühmte Überläufer, die mit Mandschu-Damen verheiratet wurden, waren die Söhne der „Drei Feudalherren“ im Süden. Auch die Söhne der Generäle Sun Sike (孫思克), Geng Jimao, Shang Kexi und Wu Sangui erhielten Mandschu-Mädchen zur Frau und ihnen wurde der Rang e’fu (額駙, Prinzessinnengemahl) verliehen. Geng Zhongming, ein Han-Bannermann, erhielt den Titel „Prinz Jingnan“ und seine Enkel Geng Jingzhong, Geng Zhaozhong (耿昭忠) und Geng Juzhong (耿聚忠) heirateten Hooges Tochter, Abatais Enkelin und Yolos Tochter. Sun Sikes Sohn, Sun Cheng’en (孫承恩), heiratete die vierte Tochter Kangxis, Heshuo Prinzessin Quejing (和硕悫靖公主).
Die Tochter des „Kaiserlichen-Herzogs-der-den-Staat-unterstützt“ (宗室輔國公, Zōngshì fǔ guó gōng), Aisin Gioro Suyan (蘇燕), wurde mit General Nian Gengyao verheiratet.

## Genetik
Die Haplogruppe C-M217 (Haplogroup C3c) scheint ein gemeinsamer genetischer Marker der Aisin Gioro zu sein. Sie findet sich allerdings bei zehn verschiedenen ethnischen Minderheiten in Nordchina.

## Persönlichkeiten

### Kaiser
- Nurhaci (1559–1626), Gründer der Qing-Dynastie
- Huang Taiji (1592–1643), Nurhacis achter Sohn
- Fulin (1638–1661), Kaiser Shunzhi, Huang Taijis neunter Sohn
- Xuanye (1654–1722), Kaiser Kangxi, Shunzhis dritter Sohn
- Yinzhen (1678–1735), Kaiser Yongzheng, Kangxis vierter Sohn
- Hongli (1711–1799), Kaiser Qianlong, Yongzhengs vierter Sohn
- Yongyan (1760–1820), Kaiser Jiaqing, Qianlongs fünfzehnter Sohn
- Minning (1782–1850), Kaiser Daoguang, Jiaqings zweiter Sohn
- Yizhu (1831–1861), Kaiser Xianfeng, Daoguangs vierter Sohn
- Zaichun (1856–1875), Kaiser Tongzhi, Xianfengs Erstgeborener
- Zaitian (1871–1908), Kaiser Guangxu, zweiter Sohn von Yixuan, „adoptiert“ als Bruder von Tongzhi
- Puyi (1906–1967), Kaiser Xuantong, Zaifengs Erstgeborener, „adoptiert“ als Guangxus Sohn

### Eisen-Hut Fürsten und ihre Nachkommen
Nach der Tradition der Qing-Dynastie, erben die Kinder nicht automatisch die Titel ihrer Väter. Yongqi beispielsweise erhielt den Titel „Prinz Rong vom ersten Rang“. Sein Sohn Mianyi erhielt hingegen den Titel „Prinz Rong vom zweiten Rang“. Dementsprechend verminderte sich der Rang mit jeder Generation, aber insgesamt nie weiter als bis zum Rang des „Kaiserlichen Herzog zweiter Klasse“ (feng’en fuguo gong) in den „königlichen und adligen Rängen der Qing“. Es gab jeweils zwölf Prinzen, die in den Rang shi xi wang ti („Eisen-Hut“) erhoben wurden, das bedeutete, dass ihr Rang vererbt werden konnte, ohne dass der Rang erniedrigt wurde.
Die 12 Eisen-Hut-Linien (铁帽子王, tie mao zi wang) sind im Folgenden aufgeführt. Einige von ihnen wechselten im Laufe der Zeit die Namen, daher sind bei ihnen mehrere Namen aufgeführt.
- Prinz Li (禮) / Prinz Xun / Prinz Kang, Linie von Daišan (1583–1648)
- Prinz Rui (睿), Linie von Dorgon (1612–1650)
- Prinz Yu (豫), Linie von Dodo (1614–1649)
- Prinz Zheng / Prinz Jian, Linie von Jirgalang (1599–1655)
- Prinz Su, Linie von Hooge (1609–1648)
- Prinz Zhuang, Prinz Chengze, Prinz Zhuang, Linie von Šose (1629–1655)
- Prinz Shuncheng, Linie von Lekdehun (1619–1652)
- Prinz Yi (怡), Linie von Yinxiang (1686–1730)
- Prinz Gong, Linie von Changning (1657–1703) und Yixin (1833–1898)
- Prinz Chun (醇), Linie von Yixuan (1840–1891)
- Prinz Qing, Linie von Yonglin (1766–1820)
- Prinz Keqin / Prinz Cheng / Prinz Ping / Prinz Yanxi, Linie von Yoto (1599–1639)

### Bekannte Familienmitglieder
- Daišan (1583–1648), Nurhacis zweiter Sohn, beteiligt an der Eroberung Chinas
- Jirgalang (1599–1655), Nurhacis Neffe, Co-Regent mit Dorgon am Anfang der Regierungszeit von Shunzhi
- Ajige (1605–1651), Nurhacis 12. Sohn, beteiligt an der Eroberung Chinas
- Dorgon (1612–1650), Nurhacis 14. Sohn, Prinzregent und De-facto-Herrscher am Anfang der Regierungszeit von Shunzhi
- Dodo (1614–1649), Nurhacis 15. Sohn, beteiligt an der Eroberung Chinas
- Yinsi (1681–1726), Kangxis achter Sohn, Yinzhens Konkurrent, später aus dem Clan ausgeschlossen
- Yinxiang (1686–1730), Kangxis dreizehnter Sohn, Yinzhens Verbündeter
- Yinti (1688–1756), Kangxis vierzehnter Sohn, Yinzhens Konkurrent

19. Jahrhundert
- Duanhua (1807–1861), Nachkomme von Jirgalang, Regent für Tongzhi, abgesetzt durch den Xinyou Coup 1861
- Sushun (1816–1861), Duanhuas Bruder, Regent für Tongzhi, abgesetzt durch den Xinyou-Coup 1861
- Zaiyuan (1816–1861), Nachkomme von Yinxiang, Regent für Tongzhi, abgesetzt durch den Xinyou-Coup 1861
- Yixin (1833–1898), Daoguangs sechster Sohn, Prinzregent während Tongzhis Regierungszeit
- Yikuang (1838–1917), Nachkomme von Yonglin, Premierminister des kaiserlichen Kabinetts
- Yixuan (1840–1891), Daoguangs siebter Sohn, Vater von Guangxu
- Zaiyi (1856–1922), Yicongs Sohn, Anführer im Boxeraufstand
- Zaize (1876–1929), Urenkel in sechster Generation von Kangxi, Finanzminister und Salzminister
- Zaizhen (1876–1947), Yikuangs Sohn, Minister
- Zaifeng (1883–1951), Yixuans Sohn, Puyis Vater, Prinzregent während Puyis Regierung
- Zaixun (1885–1949), Yixuans sechster Sohn, Marineminister
- Pu Xuezhai (溥雪齋; Pujin 溥伒; 1893–1966), Guqin-Musiker, Maler, Enkel von Yicong (Prinz Dun)
- Puru (1896–1963), taiwanischer Künstler und Kalligraph, Enkel von Yixin (Prinz Gong)
- Jin Guangping (Aisin-Gioro Hengxu; 1899–1966), Sprachwissenschaftler für Jurchen und Khitan

20. und 21. Jahrhundert
- Pujie (1907–1994), Puyis Bruder, Mitglied der Politischen Konsultativkonferenz des chinesischen Volkes, Oberhaupt des Aisin-Gioro-Clans 1967 bis 1994
- Qigong (1912–2005), Künstler und Kalligraph, Nachkomme von Prinz He
- Jin Qicong (1918–2004), Jin Guangpings Sohn, Historiker und Sprachwissenschaftler für Mandschu und Jurchen
- Yuyan (1918–1997), Kalligraph, Neffe von Puyi
- Jin Youzhi (Puren, 1918–2015), Puyis Halbbruder, Oberhaupt des Aisin-Gioro-Clans 1994 bis 2015
- Aisin Gioro Yuhuan (1929–2003), Sanxian-Spieler, Maler
- Gu Changzhen (* 1929), Puyis Neffe, Mitglied der Guwalgiya-Familie im Aisin-Gioro-Clan
- Jin Yuzhang (* 1942), Jin Youzhis Sohn, Gouverneur von Beijings Chongwen-Distrikt, Oberhaupt des Aisin-Gioro-Clan ab 2015[17]
- Jin Pucong (* 1956), taiwanischer Politiker[18]
- Zhao Junzhe (* 1979), Fußballspieler, Nachkomme von Boolungga, dem fünften Bruder von Nurhacis Großvater Giocangga
- Aisin-Gioro Ulhicun, Jin Qicongs Tochter, Historikerin und Sprachwissenschaftlerin für Mandschu, Jurchen und Khitan

## Galerie

Images
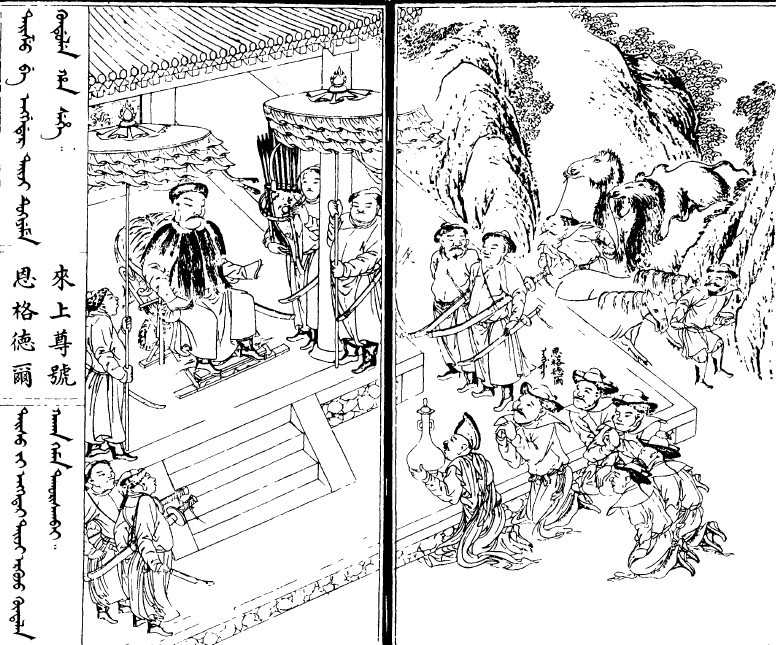
Nurhaci auf dem Thron
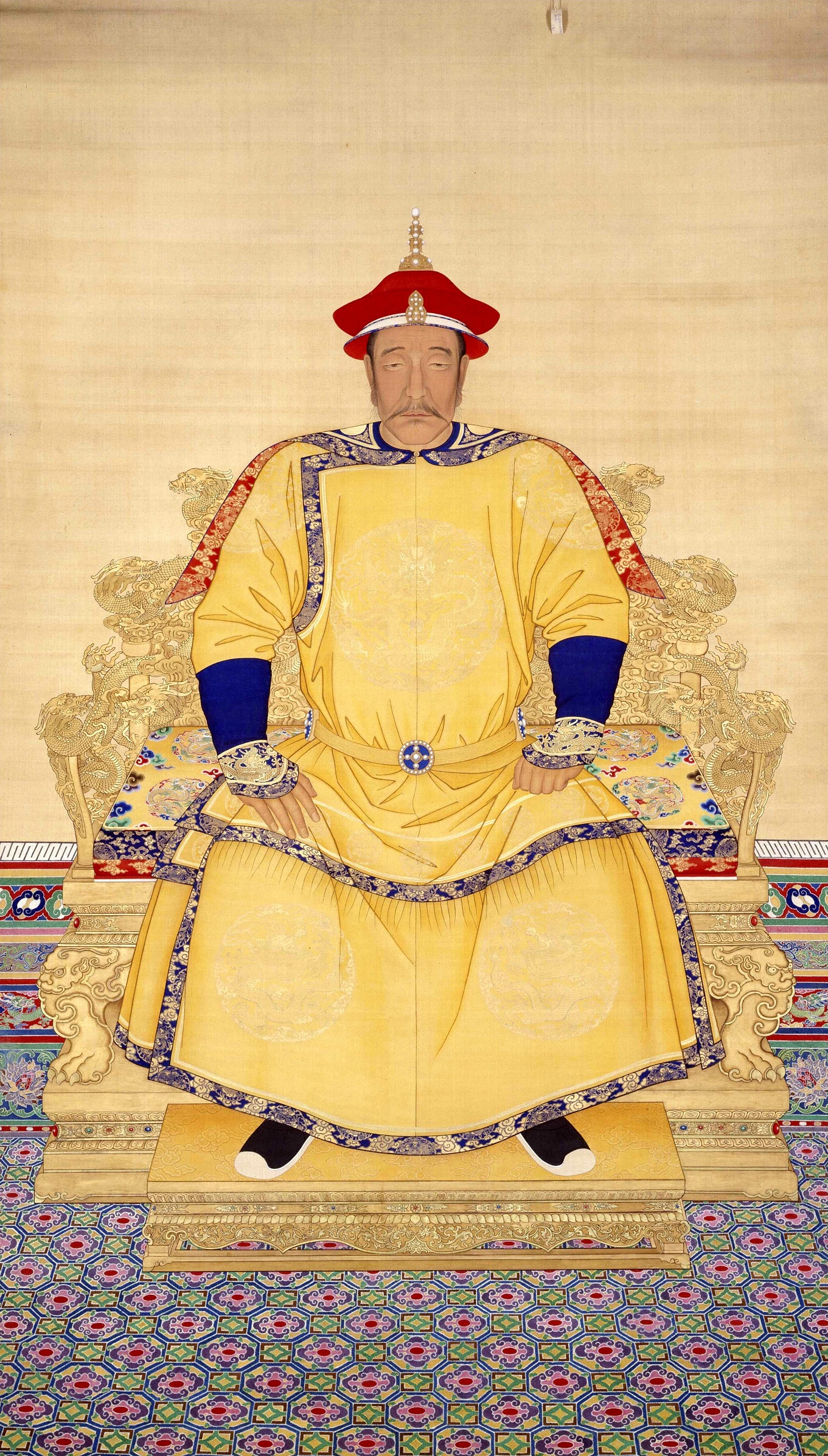
Nurhaci
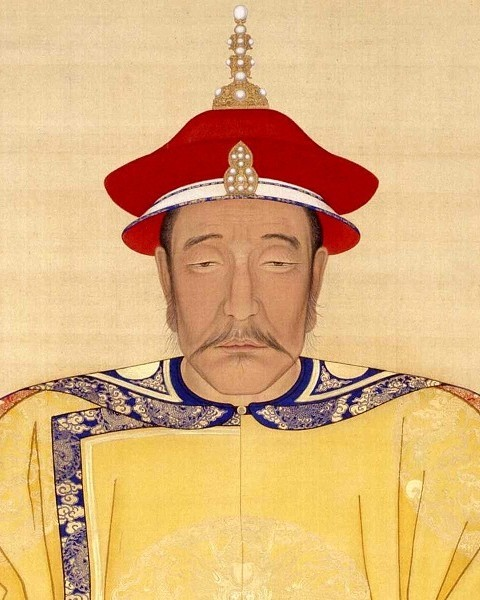
Nurhaci
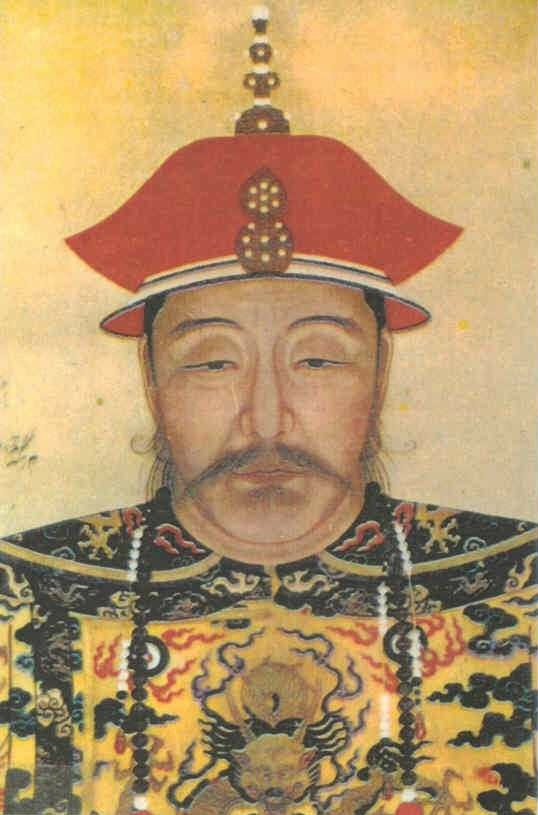
Nurhaci
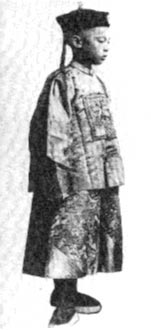
Puyi
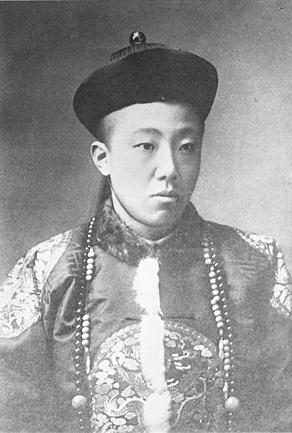
Zaitao
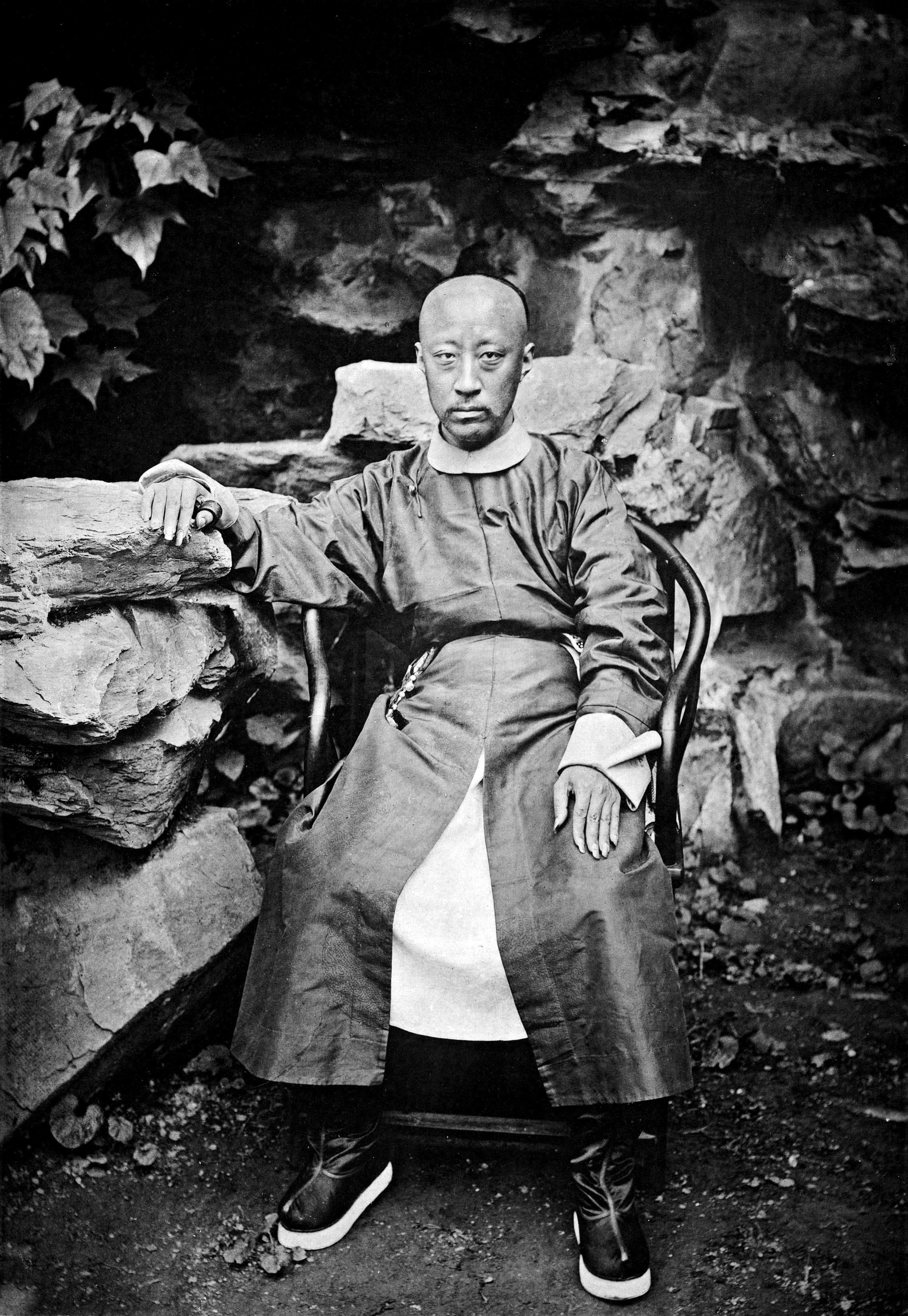
Yixin (Prince Gong)
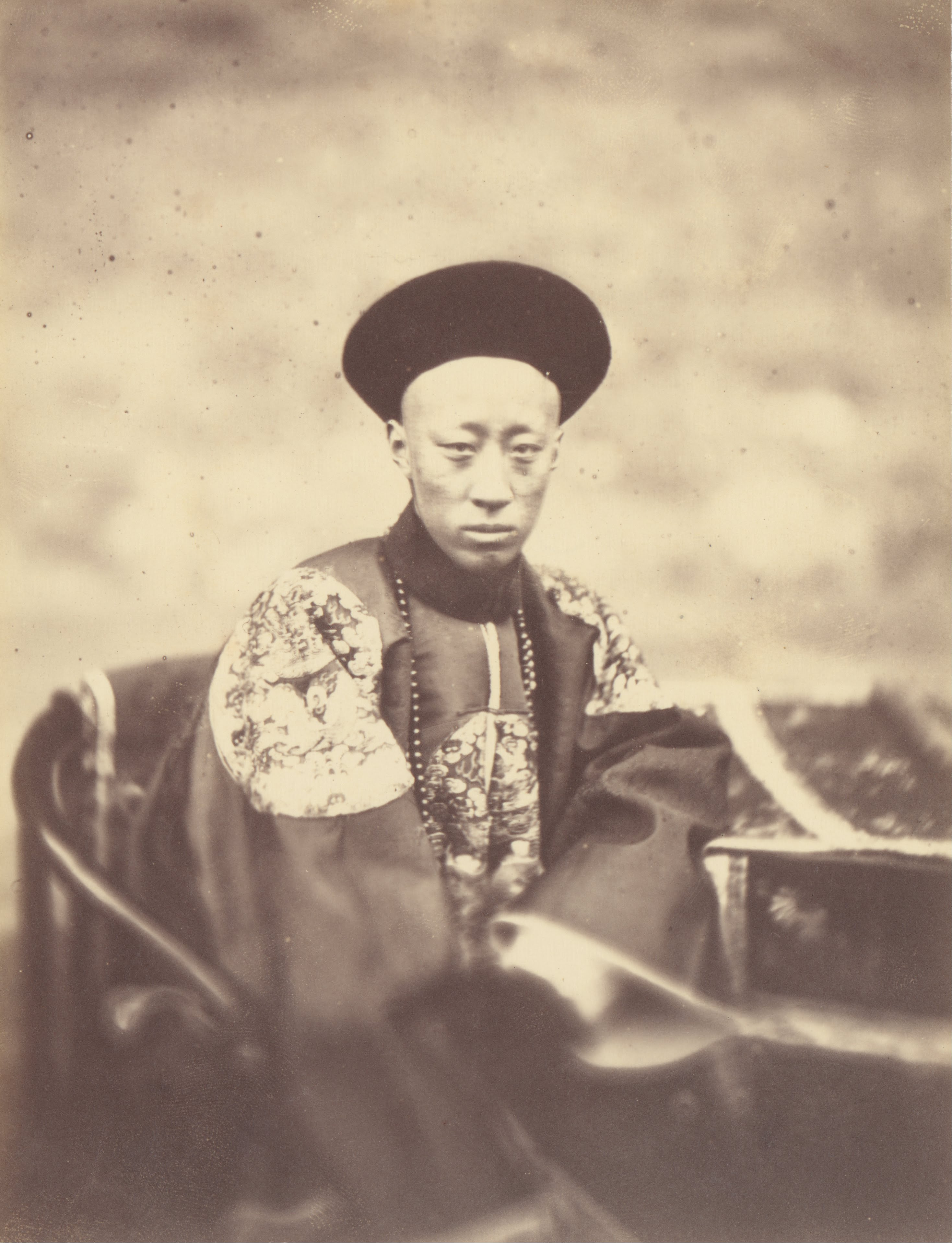
Yixin
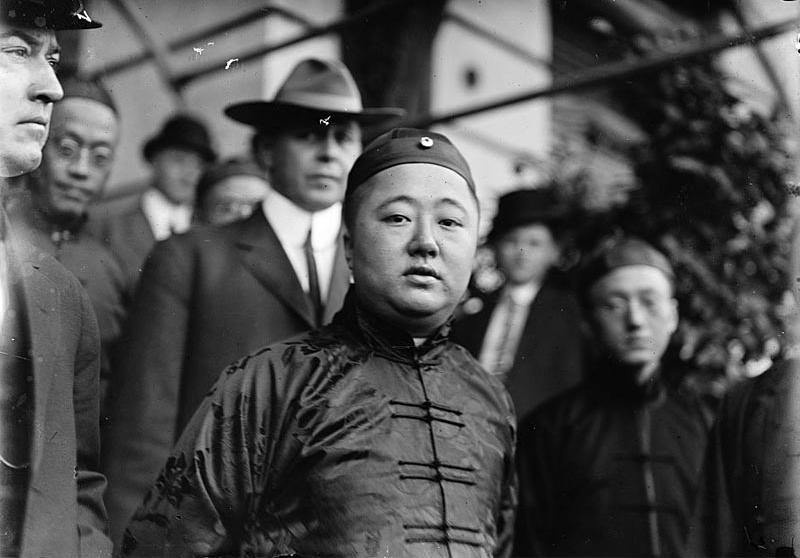
Zaixun
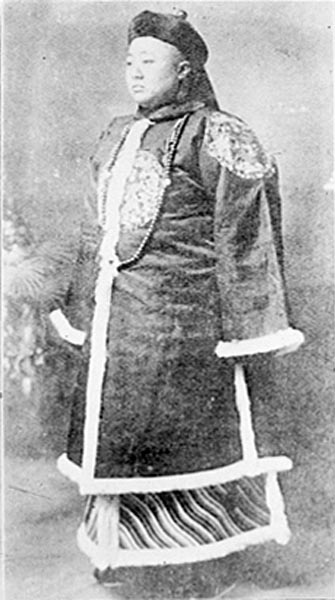
Zaixun
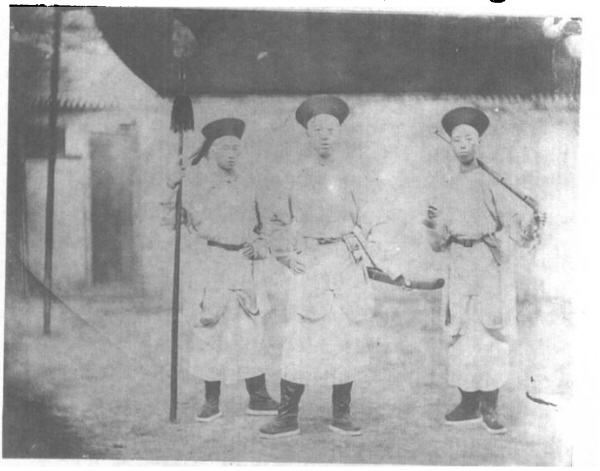
Yixuan (Prince Chun)
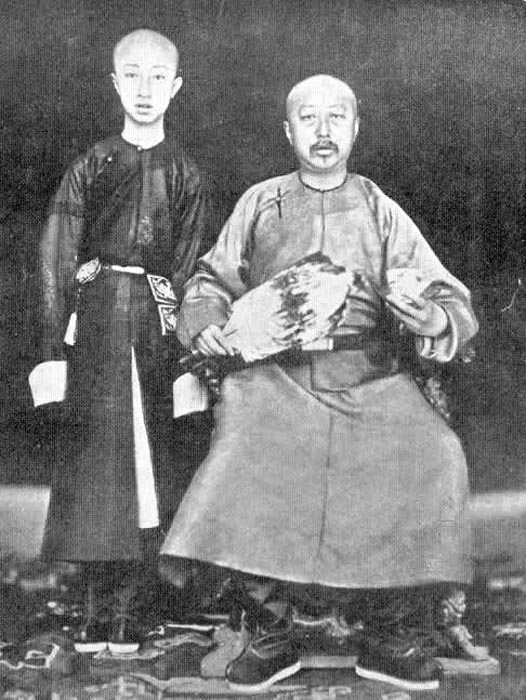
Yixuan
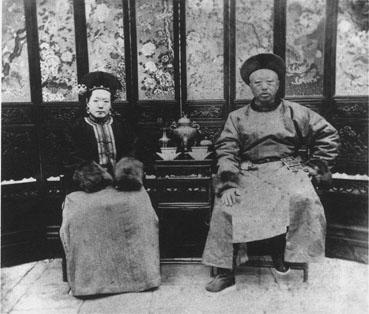
Yixuan & Ehefrau
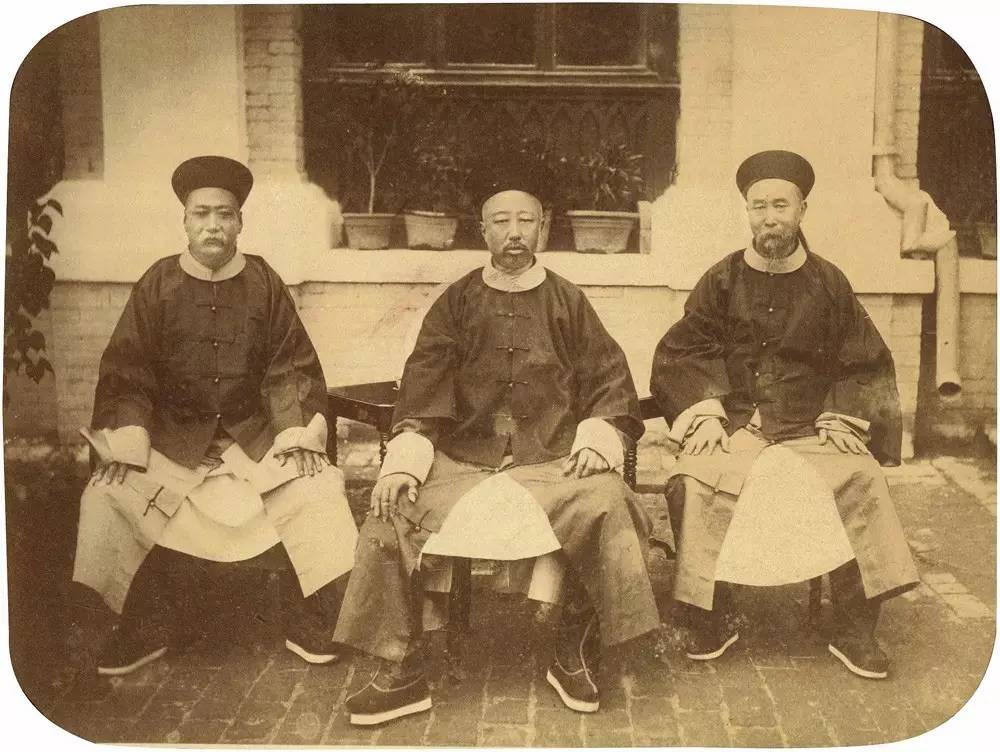
Yixuan mit Li Hongzhang und Shanqing
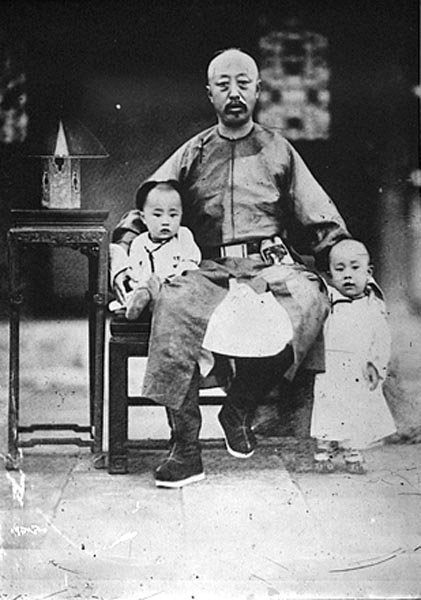
Yixuan mit seinen Söhnen Zaixun und Zaifeng
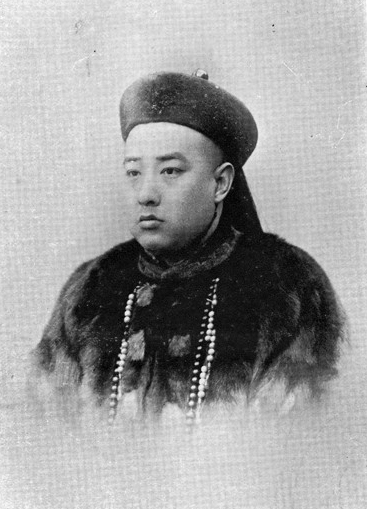
Zaizhen (Prince Qing)
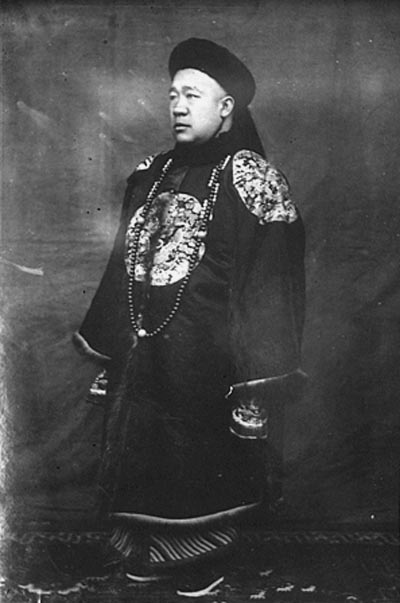
Shanqi (Prince Su)
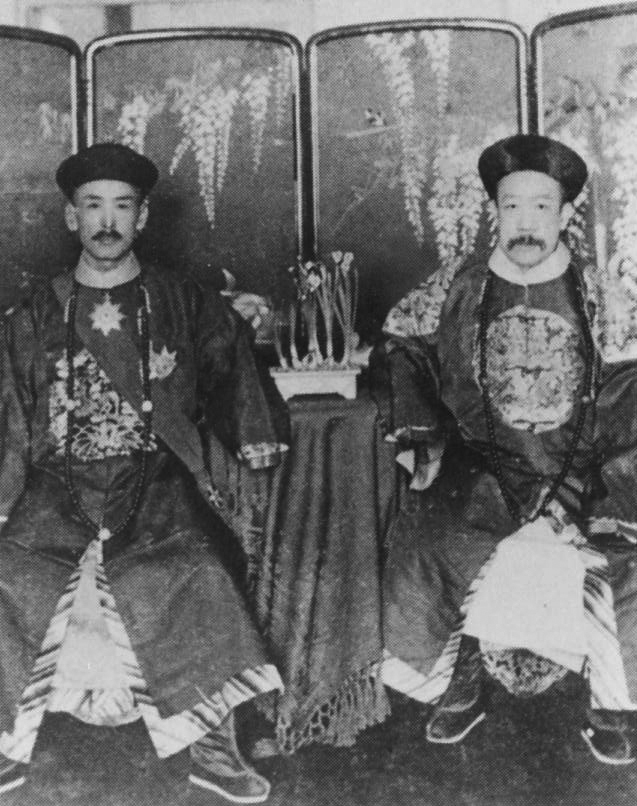
Shanqi
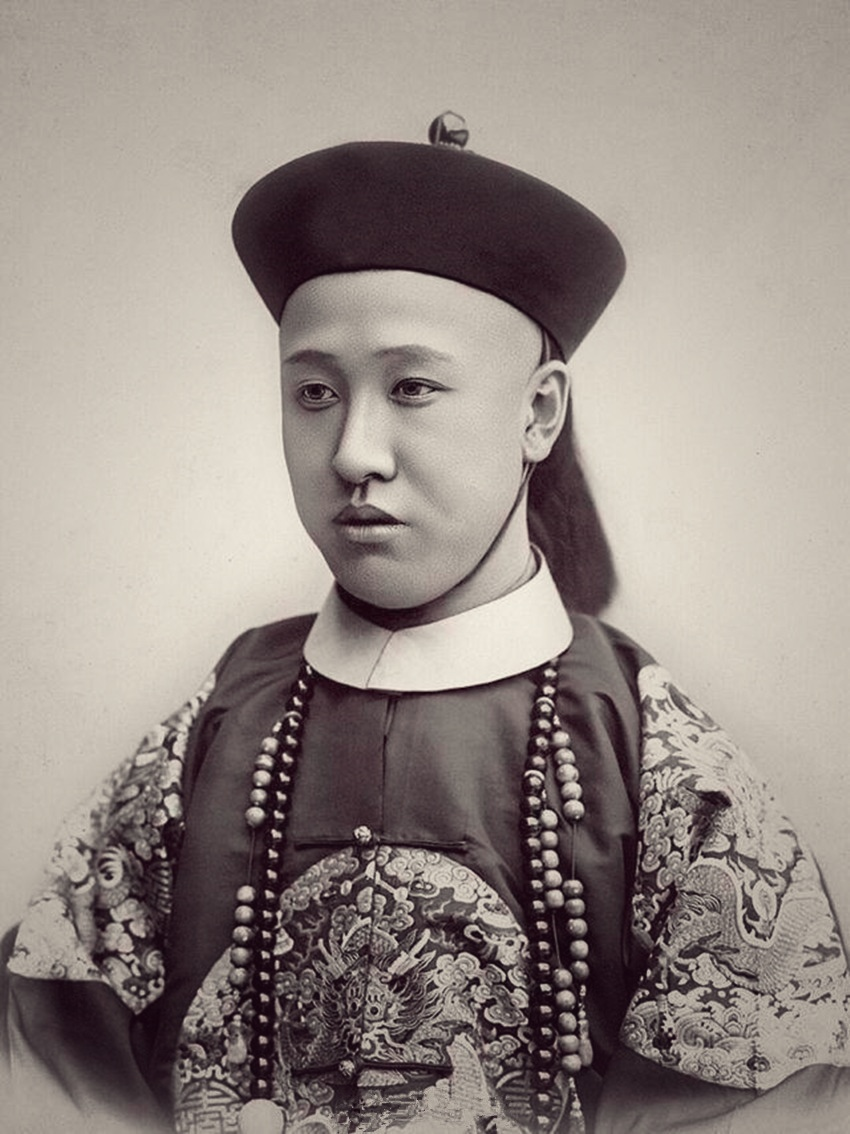
Zaifeng
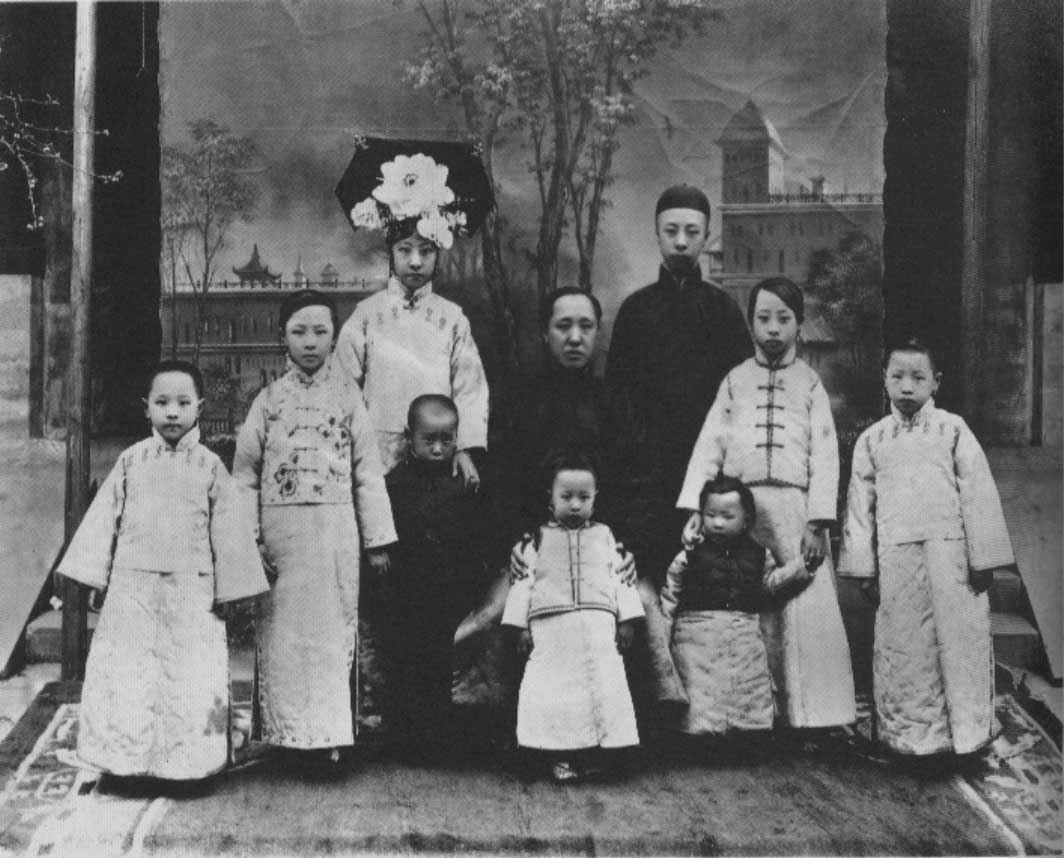
Zaifeng & Familie
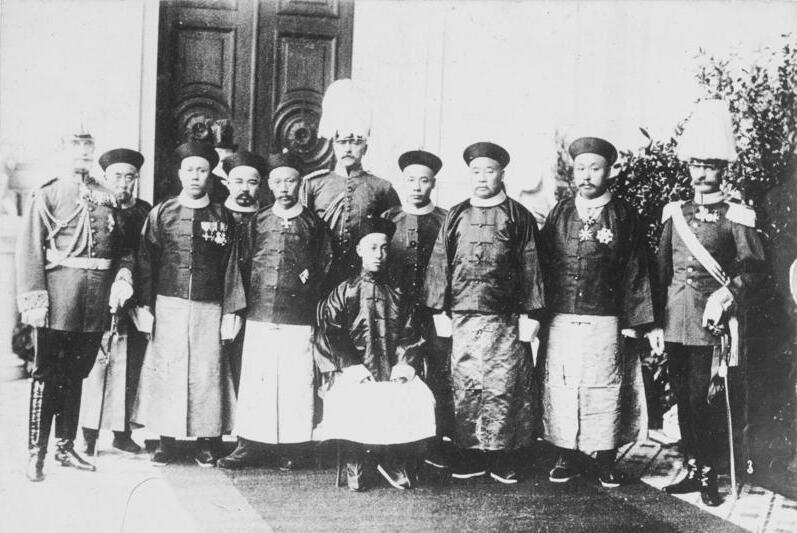
Zaifeng mit Eskorte & deutschen Offizieren in Qingdao
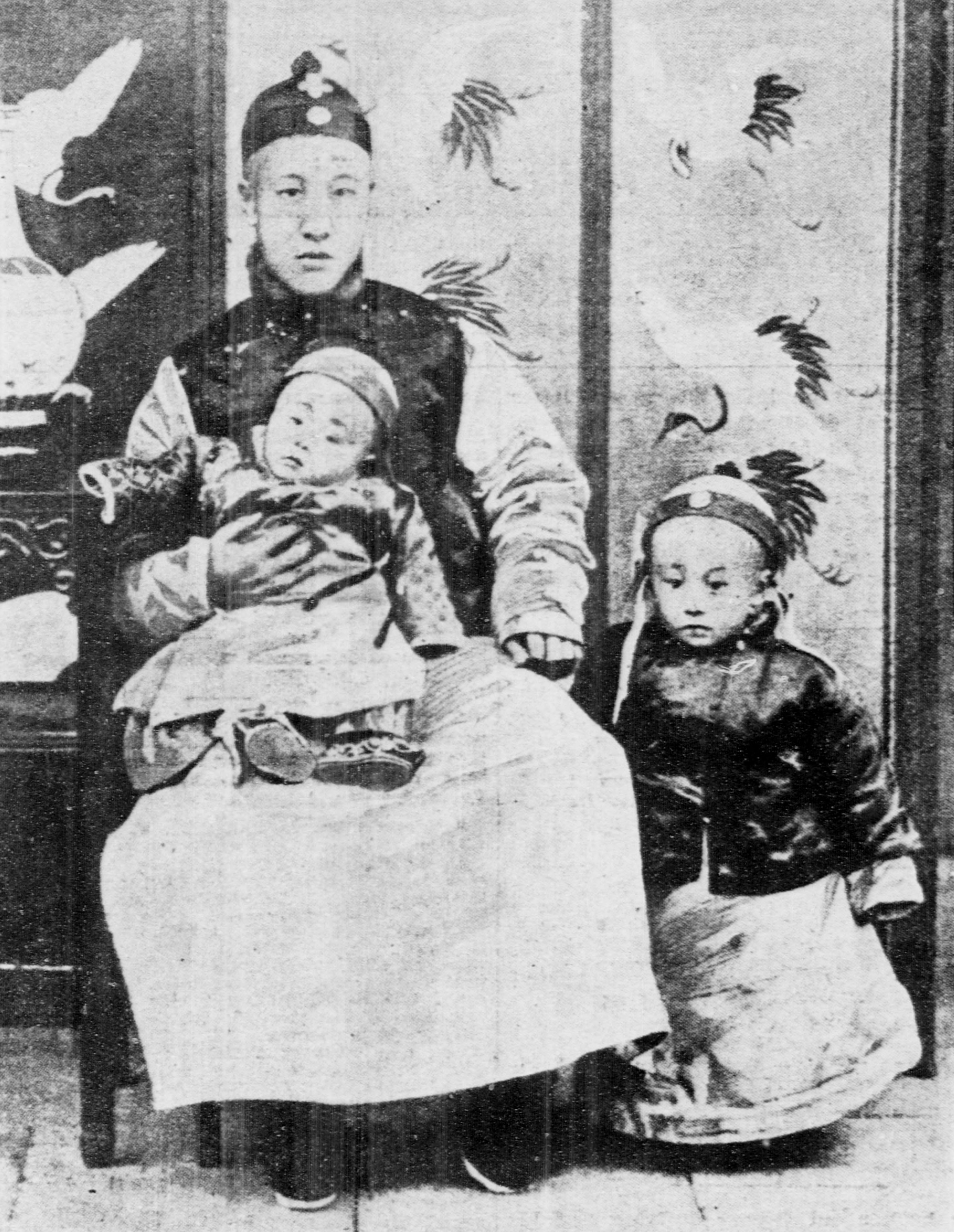
Zaifeng & seine Söhne, Puyi & Pujie
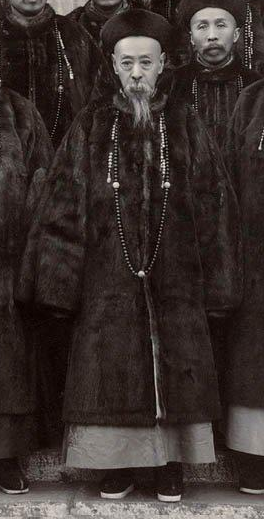
Yikuang (Prince Qing)
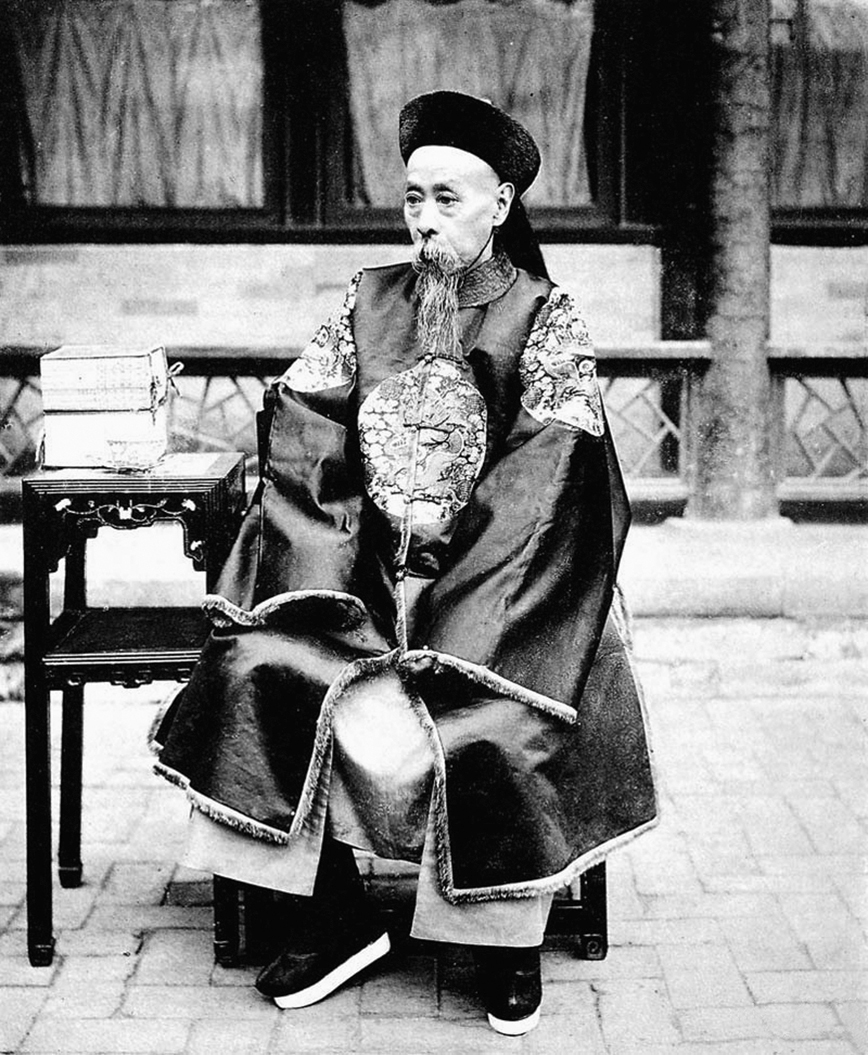
Yikuang